# HIStory World Tour
HIStory World Tour treća je i posljednja svjetska turneja američkog glazbenika Michaela Jacksona kao solo glazbenika, koja se održala u Europi, Africi, Aziji, Australiji i na Havajima od 7. rujna 1996. do 15. listopada 1997. godine.

## Osvrt na turneju
Neposredno prije turneje 16. srpnja 1996. godine, Jackson je održao koncert u Jerudong Parku u amfiteatru "Bandar Seri Begawan" na Bruneima, pred 60.000 posjetilaca. Koncert se održao u čast sultanu od Bruneja Hassanalu Bolkiahu, povodom njegovog 50. rođendana, na kojemu je prisustvovala kraljevska obitelj, iako on sam nije bio nazočan.
Veliki dio koncerta bio je sličan Jacksonovoj prethodnoj turneji Dangerous World Tour, uključujući opremu i popis izvedbi, tako da su se čuvali detalji za nadolazeću HIStory World turneju. Koncert je također označila debitantska uživo izvedba skladbi "You Are Not Alone" i "Earth Song", kao i posljednje Jacksonove izvedbe skladbi "Jam", "Human Nature", "I Just Can't Stop Loving You" i "She's out of My Life ", na koncertu. Ovaj koncert je također označila posljednja izvedba skladbe "Billie Jean", te jedan od posljednjih nastupa gdje je "Beat It" otpjevao potpuno u uživo. Iako se skladba "Heal the World" našla na popisu obje turneje Dangerous i HIStory, nije se našla na popisu pjesma kraljevskog koncerta.
Kraljevski koncert obilježile su sljedeće izvedbe:
1. "Brace Yourself" Video Introduction
2. "Jam"
3. "Wanna Be Startin' Somethin'"
4. "Human Nature"
5. "Smooth Criminal"
6. "I Just Can't Stop Loving You"
7. "She's out of My Life"
8. Jackson 5 Medley: "I Want You Back" / "The Love You Save" / "I'll Be There"
9. "Thriller"
10. "Billie Jean"
11. "Black or White "Panther" Video Interlude
12. "The Way You Make Me Feel"
13. "Beat It"
14. "You Are Not Alone"
15. "Dangerous"
16. "Black or White"
17. "Man in the Mirror"
18. "Earth Song"

## Najava turneje i pozornica
Za razliku od prethodne dvije Jacksonove turneje, ova posljednja nije bila pod pokroviteljstvom Pepsi Cole.
Na dan kada je osnovan Kingdom International Michael Jackson je na konferenciji za novinare u Palais des Congres u Parizu, Francuska, 19. ožujka 1995. godine, najavio svoju sljedeću svjetsku turneju HIStory World. Kingdom International je tvrtka koja je nastala iz suradnje između Jacksona i princa Al-Waleeda bin Talala, nećaka Fahda bin Abdula Aziza al-Sauda, koji je od 1982. do 2005. godine bio kralj Saudijske Arabije. Tvrtka je stvorena kako bi se razvijala glazbena industrija. Jackson je tada na konferenciji za novinare izjavio: "Kingdom International je ostvarenje sna". Ovim je najavljen početak Jacksonove sljedeće svjetske turneje.

## Popis izvedbi
1. "Gates of Kiev" Kompijutorska animacija kao uvod
2. "Scream/Childhood" / "They Don't Care About Us" / "In the Closet"
3. "Wanna Be Startin' Somethin'"
4. "Stranger in Moscow"
5. "Smooth Criminal"
6. "The Wind" Video Interlude
7. "You Are Not Alone"
8. "The Way You Make Me Feel" (Samo na nekim koncertima od 7. rujna 1996. do 15. lipnja 1997.)
9. Jackson 5 Medley: "I Want You Back" / "The Love You Save"
10. Jackson 5 Medley: "I'll Be There"
11. Off the Wall Medley: "Rock with You" / "Off the Wall" / "Don't Stop 'Til You Get Enough" (Samo na nekim koncertima, posljednja izvedena 10. lipnja 1997.)
12. "Remember the Time" Video Montage Interlude
13. "Billie Jean"
14. "Thriller"
15. "Beat It"
16. "Come Together" / "D.S." (Samo na nekim koncertima od 7. rujna 1996. do 11. studenog 1996.)
17. "Blood on the Dance Floor" (31. svibnja 1997. do 19. kolovoza 1997.)
18. Black or White "Panther" Video Interlude
19. "Dangerous"
20. "Black or White"
21. "Earth Song"
22. "We Are the World" Video Interlude
23. "Heal the World"
24. "HIStory"

## Izvođači
| Glavni izvođač - Vokal, ples, koreografija: Michael Jackson Plesači Prvo dio - LaVelle Smith, Shawnette Heard, Damon Navandi, Courtney Miller, Anthony Talauega, Richmond Talauega, Loru Werner, Jason Yribar Drugi dio - LaVelle Smith, Cristan Judd, Stacy Walker, Anthony Talauega, Richmond Talauega, Faune Chambers | Članovi sastava - Glazbeni direktor: Brad Buxer - Asistent glazbenog direktora: Kevin Dorsey - Klavijature: Brad Buxer, Isaiah Sanders - Bubnjevi: Jonathan Moffett - Prva gitara: Jennifer Batten i Greg Howe - Ritam gitara: David Williams - Bas gitara: Freddie Washington - Direktor vokala: Kevin Dorsey - Vokali: Kevin Dorsey, Darryl Phinnessee, Dorian Holley, Fred White (drugi dio), Marva Hicks (samo u prvom dijelu i početkom drugog) |

## Impresum
- Izvršni direktor: MJJ Productions
- Umjetnički direktor: Michael Jackson
- Asistent direktora: Peggy Holmes
- Koreografija: Michael Jackson & LaVelle Smith
- Staged & Dizajn: Kenny Ortega
- Set dizajn: Michael Cotton & John McGraw
- Dizajner rasvjete: Peter Morse
- Direktor osiguranja: Bill Bray
- Modni dizajner: Dennis Tompkins & Michael Bush
- Frizer & Make-up: Karen Faye
- Stlist: Tommy Simms
- Artist menadžer: Tarak Ben Amar
- Osobni management: Gallin Morey Associates